# Orthocentrus hirsutor
Orthocentrus hirsutor är en stekelart som beskrevs av Aubert 1969. Orthocentrus hirsutor ingår i släktet Orthocentrus och familjen brokparasitsteklar. Inga underarter finns listade i Catalogue of Life.